# Kalesninkų ir Užukalnių apylinkės
Kalesninkų ir Užukalnių apylinkės este o arie protejată (sit de importanță comunitară — SCI) din Lituania întinsă pe o suprafață de 706,19 ha, integral pe uscat.

## Localizare
Centrul sitului Kalesninkų ir Užukalnių apylinkės este situat la coordonatele 54°23′19″N 24°14′32″E / 54.3887°N 24.2422°E.

## Înființare
Situl Kalesninkų ir Užukalnių apylinkės a fost declarat sit de importanță comunitară în noiembrie 2022 pentru a proteja un număr necunoscut de specii din flora spontană și fauna sălbatică aflate în arealul zonei.

## Biodiversitate
Situată în ecoregiunea boreală, aria protejată conține 3 habitate naturale: Păduri caducifoliate de mlaștină fino-scandinave, Păduri pe pante, grohotișuri și ravene de Tilio-Acerion, Păduri aluvionare cu Alnus glutinosa și Fraxinus excelsior (Alno-Padion, Alnion incanae, Salicion albae).
La baza desemnării sitului se află un număr nedeclarat de specii protejate.